# Giorgos Floridis

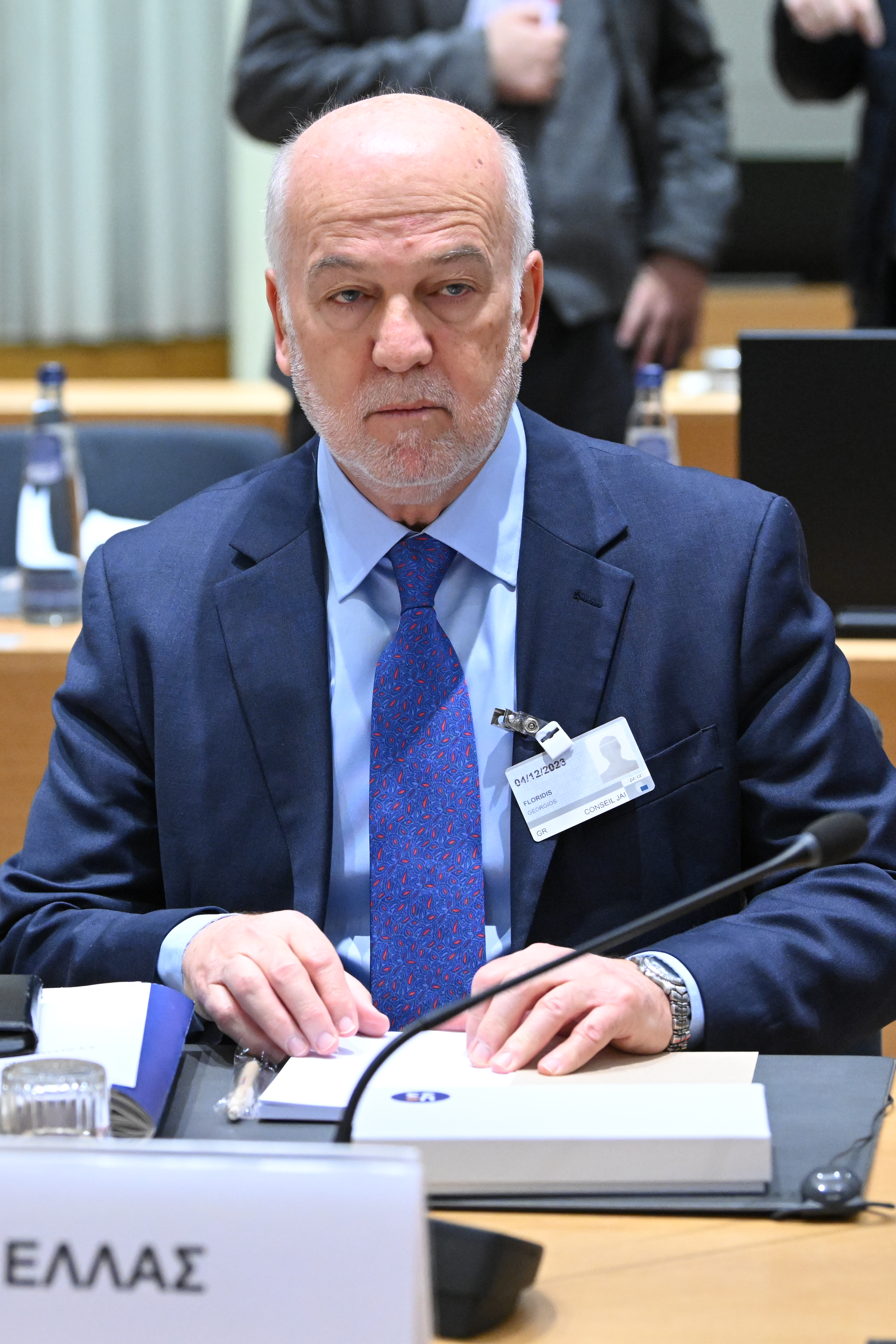
Giorgos Floridis, 2011

Giorgos Floridis (griechisch Γιώργος Φλωρίδης, * 4. Juni 1956 in Stavrochori, Kilkis) ist ein griechischer Politiker.

## Leben
Floridis studierte Rechtswissenschaften an der Demokrit-Universität Thrakien und an der Aristoteles-Universität Thessaloniki. Er war zunächst als Rechtsanwalt tätig und amtierte 1994 bis 1996 als Präfekt der Präfektur Kilkis.
Er wurde erstmals bei den Parlamentswahlen in Griechenland 1996 als Abgeordneter der PASOK in das griechische Parlament gewählt und bei den Wahlen 2000, 2004, 2007 und 2009 wiedergewählt.
In den Regierungen von Ministerpräsident Konstantinos Simitis bekleidete er hohe Funktionen: Von Oktober 1998 bis März 2000 als stellvertretender Minister für Inneres, Öffentliche Verwaltung und Dezentralisierung, von April 2000 bis Oktober 2001 stellvertretender Kultusminister mit der Zuständigkeit für Sport und die Vorbereitung der Olympischen Spiele 2004; von Oktober 2001 bis Juli 2003 war er stellvertretender Finanzminister, danach bis März 2004 Minister für Öffentliche Ordnung.
Am 15. Juni 2011 erklärte Floridis seinen Rücktritt als Abgeordneter. Er begründete diesen Schritt, mit dem er seinem Parteifreund Ministerpräsident Papandreou in einer kritischen Situation der griechischen Finanzkrise im Stich ließ, damit, Politiker aller Parteien hätten versagt und sich darauf verlegt, ihre eigenen kleinlichen Rechnungen aufzumachen.
Am 27. Juni 2023 berief Ministerpräsident Kyriakos Mitsotakis Floridis als Justizminister in sein neu gebildetes Kabinett.